# Nicolaus Bogislaus von Ciechanski
Nicolaus Bogislaus von Ciechanski, auch Bogislaus von Ciechansky oder Bogislaus von Cychansky und Mikolaj Boguslaw Ciechanski (geboren 1737 in Sluck in Polen; gestorben 19. Februar 1828 in Göttingen) war ein polnisch-litauischer Mechaniker, Instrumenten- und Maschinenbauer, der unter anderem den Experimentalphysiker Georg Christoph Lichtenberg bei dessen Experimenten unterstützte.

## Leben
Der aus Polnisch-Litauischem Kleinadelsgeschlecht stammende von Ciechanski studierte in den 1760er Jahren an der Georg-August-Universität in Göttingen, bis er aufgrund der „unglücklichen politischen Verhältnisse in seiner Heimat gegen das Ende des Jahres 1770 in eine schwierige finanzielle Lage geraten [war, da] seit geraumer Zeit [...] alle Zuschüsse von Hause“ eingestellt worden waren und er dadurch mittellos in fremden Land als junger Student auf sich allein gestellt war. Daher stellte er ein Gesuch zur Anstellung für Reparaturen an der universitären Modellkammer, dem mit Schreiben vom 18. August 1770 stattgegeben wurde bei einem auf zwei Jahre befristeten Vertrag und einer Entgeltung von 24 Talern jährlich. Nach Ablauf des Vertrages bat er – mit Unterstützung durch ein Zeugnis von Abraham Gotthelf Kästner – 40 Taler für ein weiteres Jahr.
1774 heiratete er die aus bürgerlicher Göttinger Familie stammende Caroline Stein. Mit seiner Ehefrau bekam er 1777 seine Tochter Adelheid Friederike, die später als Malerin unter dem Namen Adelheid Braun bekannt wurde. Nach anderer Darstellung wurde seine Familie zwischen 1780 und 1789 durch 5 eigene Kinder vergrößert. In diesem Zeitraum hatte er 1786 das Göttinger Bürgerrecht erworben und scheint – trotz bescheidener finanzieller Verhältnisse – in der Stadt „ein Häuschen erworben zu haben.“ Seine Ehefrau erkrankte Anfang der 1790er Jahre und starb 1794 an der Schwindsucht.
Insgesamt lebte von Ciechanski, nun Witwer mit 5 Kindern, „in bedrückten Verhältnissen“, wenngleich er nicht nur als Modell-Inspektor zahlreiche beschädigte Modelle sachgemäß wieder herstellte, sondern als Mechanikus auch „mehrere neue“ konstruierte. Daneben arbeitete er dem Göttinger Physiker Georg Christoph Lichtenberg zu. Dieser wiederum unterstützte Ciechanski, indem er ihn kleine, mit Wasserstoff gefüllte Luftballons anfertigen ließ; seinerzeit eine beliebte Neuheit. Zudem war Ciechanski ermächtigt, mit Lichtenbergs Apparaten „Sauerstoff zum Zwecke des Verkaufs an Freunde des großen Physikers in Hannover und Cassel darzustellen.“ Aufgrund seiner finanziellen Nöte griff Ciechanski zu allen sich bietenden Erwerbsmöglichkeiten. Er beaufsichtigte die städtischen Uhren, stellte ähnlich wie Carl August Klindworth und Riepenhausen – Bruchbänder und Bandagen, jedoch elastische her und fuhr in Städte wie Hannover und Kassel, um dort Lichtenbergs Sauerstoff vorzustellen.
Mehrfach erhielt Ciechanski Darlehen von der Göttinger Reformierten Kirche, die er – 1801 – ehrlich zurückzahlte. Unterdessen hatte er 1796 in zweiter Ehe die Witwe des Landphysikus Fleischmann aus Nentershausen geheiratet, wodurch sich seine finanzielle Situation etwas besserte.
1810 ehelichte sein in Wilna als Lehrer der Philologie tätige Neffe Paul von Ciechanski seine jüngste Tochter. Durch seine im Alter nachlassenden Kräfte wurde dem als Modellinspektor tätigen Ciechanski 1817 sein späterer Nachfolger Friedrich Apel als Adjunkt gegeben, bis er am 19. Februar 1828 im Alter von 91 Jahren verstarb.

## Modell eines doppelten Baggerwerks auf Rädern

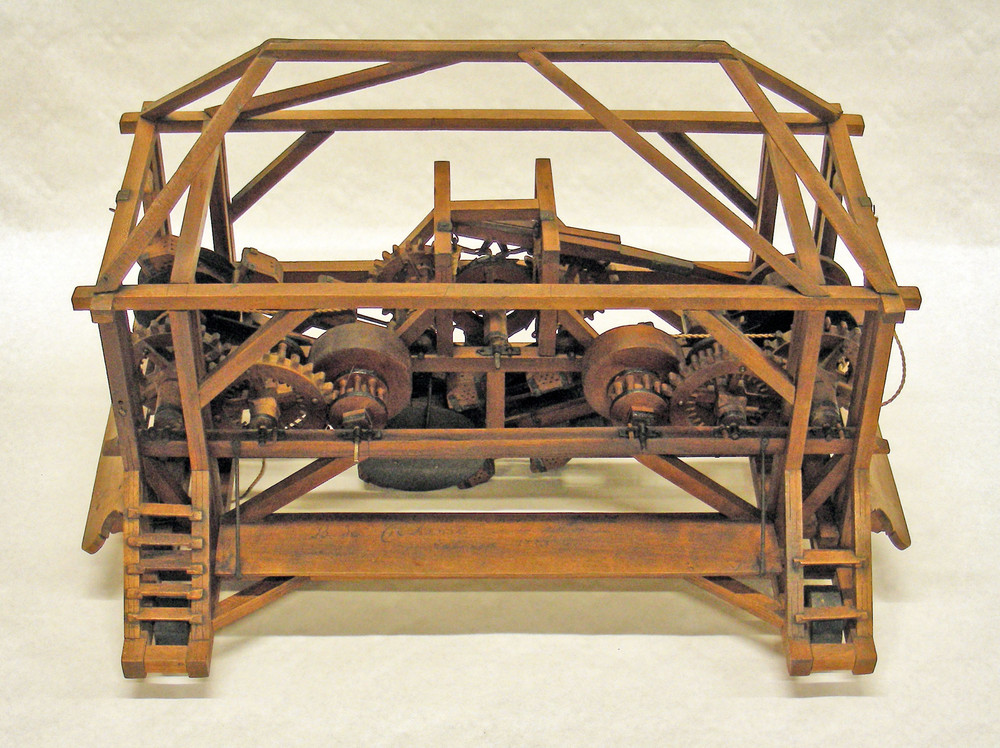
1773 gebautes „Modell eines doppelten Baggerwerks (‚Paternosterwerk‘) auf Raedern“;
Georg-August-Universität Göttingen

Von „B. de Ciechansky“ stammt wahrscheinlich ein 1773 gebautes, gut erhaltenes und funktionsfähiges Modell eines doppelten Baggerwerks auf Rädern: Dieses Modell eines mutmaßlich nie in realen Betrieb gennommenen Paternosterwerks stammt aus dem Depositum des Königlichen Landwirtschaftlichen Instituts. Es wurde lange in der Dauerausstellung im Städtischen Museum Göttingen gezeigt und dient seither am  Physikalischen Institut am Friedrich-Hund-Platz 1 als Ausstellungs-, Lehr- und Präsentationsobjekt.